# La Pomarède
La Pomarède är en kommun i departementet Aude i regionen Occitanien  i södra Frankrike. Kommunen ligger  i kantonen Castelnaudary-Nord som ligger i arrondissementet Carcassonne. År 2022 hade La Pomarède 184 invånare.

## Befolkningsutveckling
Antalet invånare i kommunen La Pomarède
Referens: INSEE